# District de Dhading
Le district de Dhading (en népalais : धादिङ जिल्ला) est l'un des 77 districts du Népal. Il est rattaché à la province de Bagmati. La population du district s'élevait à 346 424 habitants en 2011.

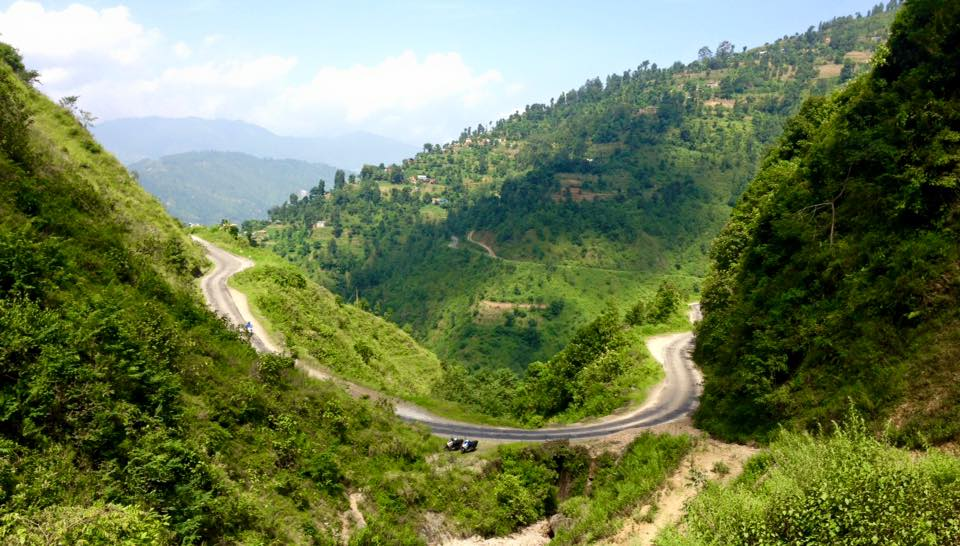
District de Dhading – Vue

## Histoire
Il faisait partie de la zone de Bagmati et de la région de développement Centre jusqu'à la réorganisation administrative de 2015 où ces entités ont disparu.

## Subdivisions administratives
Le district de Dhading est subdivisé en 13 unités de niveau inférieur dont 2 municipalités et 11 gaunpalikas ou municipalités rurales.
| #  | Nom               | Nom en népalais | Type         | Population (2011) | Superficie (km2) |
| -- | ----------------- | --------------- | ------------ | ----------------- | ---------------- |
| 1  | Dhunibenshi       | धुनीबेंशी            | municipalité | 31 029            | 96,3             |
| 2  | Nilkantha         | निलकण्ठ           | municipalité | 58 515            | 197,7            |
| 3  | Khaniyabas        | खनियाबास           | gaunpalika   | 12 749            | 120,8            |
| 4  | Gajuri            | गजुरी             | gaunpalika   | 27 084            | 138,66           |
| 5  | Galchi            | गल्छी             | gaunpalika   | 27 784            | 129,08           |
| 6  | Gangajmuna        | गङ्गाजमुना          | gaunpalika   | 21 784            | 152,72           |
| 7  | Jwalamukhi        | ज्वालामूखी           | gaunpalika   | 23 966            | 114,04           |
| 8  | Thakre            | थाक्रे             | gaunpalika   | 32 914            | 96,41            |
| 9  | Netravati Dabjong | नेत्रावती डबजोङ      | gaunpalika   | 12 870            | 181,78           |
| 10 | Rubi Valley       | बेनीघाट रोराङ्ग       | gaunpalika   | 31 475            | 206,52           |
| 11 | Siddhalek         | रुवी भ्याली          | gaunpalika   | 9 565             | 401,85           |
| 12 | Benighat Rorang   | सिद्धलेक           | gaunpalika   | 33 729            | 106,09           |
| 13 | Tripura Sundari   | त्रिपुरासुन्दरी        | gaunpalika   | 22 960            | 271,23           |